# Karosa Récréo
Jako Karosa Récréo je označena speciální školní verze meziměstských autobusů Karosa C 935 a C 955. Récréo vyráběla společnost Karosa Vysoké Mýto v letech 1997 až 2007.

## Konstrukce
Konstrukčně se Récréo neodlišuje od vozů C 935 a C 955. Původní verze, C 935 Récréo, je dvounápravový autobus s polosamonosnou karoserií panelové konstrukce. Motor a mechanická převodovka jsou uloženy za zadní nápravou, v prostoru zadního panelu. V pravé bočnici se nacházejí dvoje dvoukřídlé výklopné dveře, první před přední nápravou, druhé před nápravou zadní. Od typu C 935 se Récréo odlišuje především odlišným typem sedaček pro cestující, absencí odkládacích polic nad sedadly a dalšími detaily. Délka vozu je přibližně 11,3 m, téměř shodná s C 935.
Po ukončení výroby typu C 935 a zahájení produkce vozu C 955 byly i tyto autobusy vyráběny ve školní verzi pod označením Récréo. Konstrukčně je C 955 Récréo velmi podobný svému předchůdci. Karoserie nebyla sestavena z panelů, ale byla smontována do skeletu, který poté prošel kataforetickou lázní, olakováním a oplechováním. Odlišuje se také mírně modifikovaným předním a plochým (namísto vybouleného) zadním čelem. Rozvor byl prodloužen, takže tyto vozy také jsou delší (délka 12 m je shodná s C 955). Zároveň začala výroba i kapacitnější verze o délce 12,7 m.

## Výroba a provoz
Většina vyrobených autobusů typu C 935 a zejména C 955 byla ve verzi Récréo. Ty byly produkovány mezi lety 1997 a 2007 nejdříve jako varianta C 935, poté od roku 2001 jako modifikace C 955. Drtivá většina těchto vozů byla určena na export zejména do Francie. Vyrobeno bylo celkem 5 397 kusů autobusů Récréo verzí C 935 a C 955.
Ještě před ukončením výroby řady 900 představil Irisbus nový model Récréa odvozený z modelu Crossway.

## Galerie

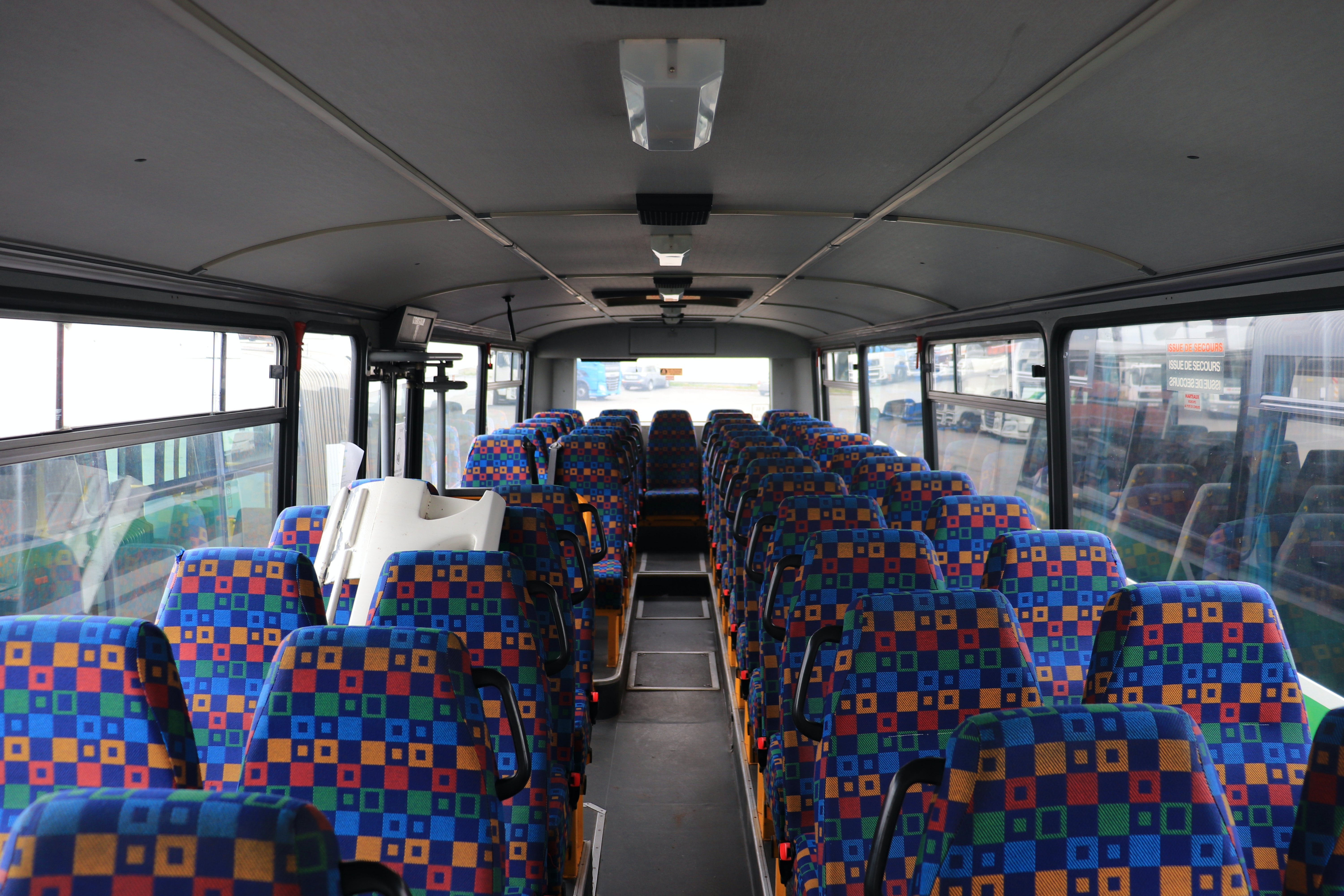
Interiér autobusu Karosa Récréo
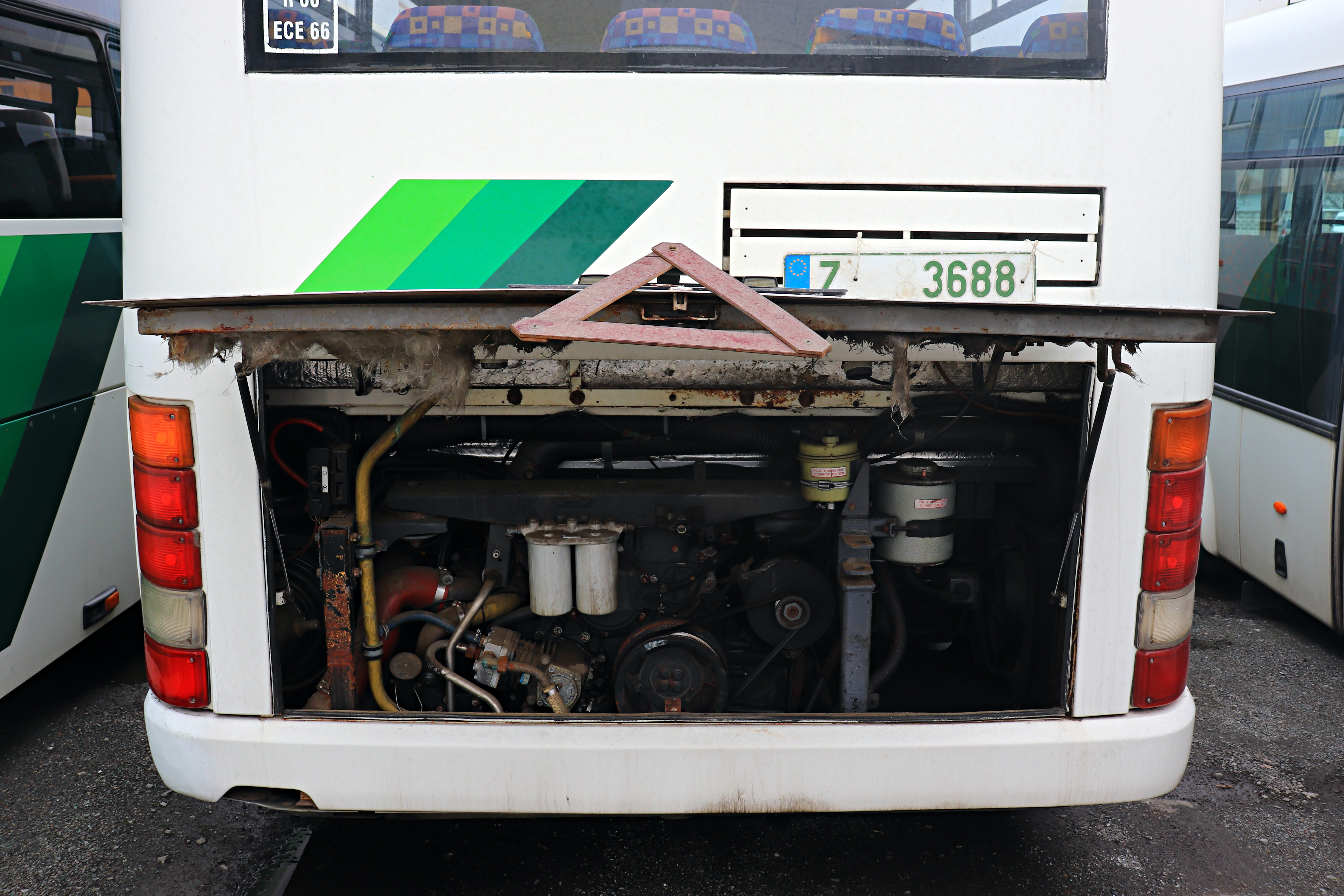
Motorový prostor